# Psychoda pala
Psychoda pala és una espècie d'insecte dípter pertanyent a la família dels psicòdids.

## Descripció
- La femella fa 0,82-0,98 mm de llargària a les antenes, mentre que les ales li mesuren 1,50-1,80 de longitud i 0,60-0,77 d'amplada.
- El mascle no ha estat encara descrit.
- Les antenes presenten 15 segments.[2]

## Distribució geogràfica
Es troba a Papua Nova Guinea.